# 鹿児島県道42号川内加治木線
鹿児島県道42号川内加治木線（かごしまけんどう42ごう せんだいかじきせん）は、鹿児島県薩摩川内市から姶良市に至る県道（主要地方道）である。

## 概要
薩摩川内市東向田町から姶良市加治木町木田に至る。
当路線は川内方面から鹿児島空港へのアクセス道路となるため、空港道路（空港バイパス）ともいわれており、全線片側1車線（起点付近は片側2車線）で整備されている。

### 路線データ
- 起点：鹿児島県薩摩川内市東向田町（川内駅交差点、国道3号交点）
- 終点：鹿児島県姶良市加治木町木田（みろく交差点、国道10号交点、鹿児島県道51号宮之城加治木線終点）
- 総延長：約36.8 km[1]

## 歴史
- 1972年（昭和47年）3月24日 - 路線認定[2]。
- 1993年（平成5年）5月11日 - 建設省から、県道川内加治木線が川内加治木線として主要地方道に指定される[3]。

## 路線状況

### 重複区間
- 鹿児島県道333号川内祁答院線（薩摩川内市平佐町 - 薩摩川内市永利町）
- 鹿児島県道335号市比野東郷線（薩摩川内市樋脇町塔之原・袮礼北交差点 - 薩摩川内市樋脇町市比野）
- 鹿児島県道51号宮之城加治木線（薩摩川内市祁答院町藺牟田・浦川内交差点 - 姶良市加治木木田・みろく交差点（終点））
- 鹿児島県道391号下手山田帖佐線（姶良市三拾町・山田口交差点 - 姶良市鍋倉・米山交差点）

### 道路施設

#### 道の駅
- 樋脇（薩摩川内市）

## 地理

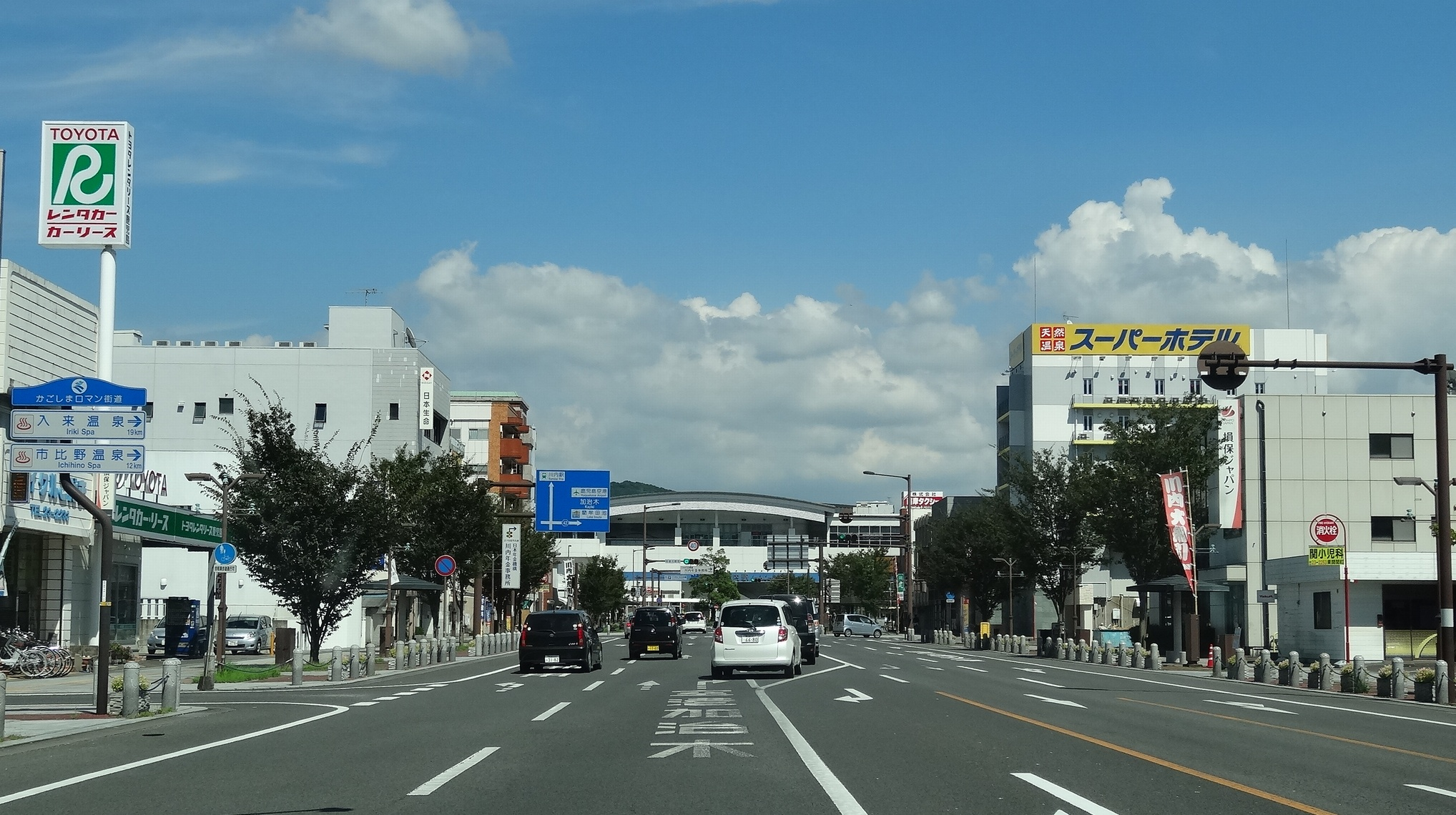
川内駅付近（起点）

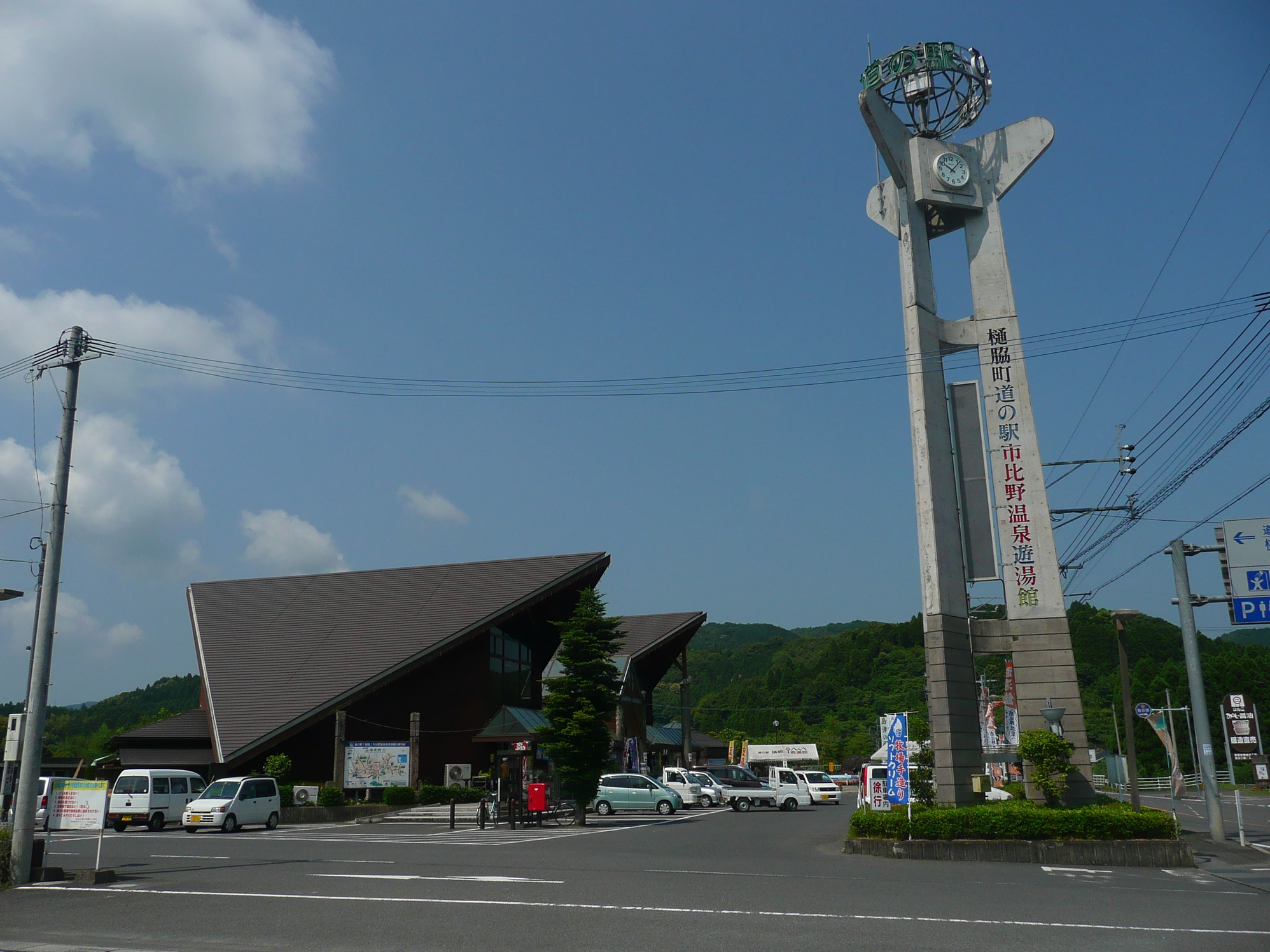
道の駅樋脇

### 通過する自治体
- 薩摩川内市
- 姶良市

### 交差する道路
| 交差する道路                                       | 市町村名   | 交差する場所   | 交差する場所        |
| -------------------------------------------------- | ---------- | -------------- | ------------------- |
| 国道3号                                            | 薩摩川内市 | 東向田町       | 川内駅交差点 / 起点 |
| 鹿児島県道36号川内郡山線                           | 薩摩川内市 | 鳥追町         |                     |
| 鹿児島県道333号川内祁答院線 重複区間起点           | 薩摩川内市 | 平佐町         |                     |
| 鹿児島県道333号川内祁答院線 重複区間終点           | 薩摩川内市 | 永利町         |                     |
| 鹿児島県道333号川内祁答院線                        | 薩摩川内市 | 永利町         | 川内市永利町交差点  |
| 鹿児島県道335号市比野東郷線 重複区間起点           | 薩摩川内市 | 樋脇町塔之原   | 袮礼北交差点        |
| 鹿児島県道335号市比野東郷線 重複区間終点           | 薩摩川内市 | 樋脇町市比野   |                     |
| 鹿児島県道39号串木野樋脇線                         | 薩摩川内市 | 樋脇町市比野   |                     |
| 国道328号                                          | 薩摩川内市 | 入来町浦之名   | 日之丸交差点        |
| 鹿児島県道405号久冨木藺牟田線                      | 薩摩川内市 | 祁答院町藺牟田 |                     |
| 鹿児島県道51号宮之城加治木線 重複区間起点          | 薩摩川内市 | 祁答院町藺牟田 | 浦川内交差点        |
| 鹿児島県道211号小山田川田蒲生線                    | 姶良市     | 蒲生町北       |                     |
| 鹿児島県道463号浦蒲生線                            | 姶良市     | 蒲生町上久徳   |                     |
| 鹿児島県道40号伊集院蒲生溝辺線                     | 姶良市     | 蒲生町上久徳   |                     |
| 鹿児島県道25号鹿児島蒲生線                         | 姶良市     | 蒲生町上久徳   |                     |
| 鹿児島県道446号十三谷重富線                        | 姶良市     | 増田           |                     |
| 鹿児島県道391号下手山田帖佐線 重複区間起点         | 姶良市     | 三拾町         | 山田口交差点        |
| 鹿児島県道391号下手山田帖佐線 重複区間終点         | 姶良市     | 鍋倉           | 米山交差点          |
| 国道10号 鹿児島県道51号宮之城加治木線 重複区間終点 | 姶良市     | 加治木木田     | みろく交差点 / 終点 |

### 交差する鉄道
- 鹿児島本線
- 九州新幹線

### 沿線
- JR九州鹿児島本線・肥薩おれんじ鉄道 川内駅
- 薩摩川内市立樋脇中学校
- 姶良市立西浦小学校
- 姶良市立蒲生中学校
- 姶良市立蒲生小学校
- 鹿児島県立蒲生高等学校
- 姶良市立帖佐小学校